# فرودگاه لا بیچ ریور
فرودگاه لا بیچ ریور  (به انگلیسی: La Biche River Airport) یک فرودگاه خصوصی است که یک باند فرود چمن و شن دارد و طول باند آن ۹۱۴ متر است. این فرودگاه در کشور کانادا قرار دارد و در ارتفاع ۴۱۳ متری از سطح دریا واقع شده است.